# Katita
Katita é uma personagem brasileira de quadrinhos criada por Anita Costa Prado.
Uma das primeiras personagens lésbicas dos quadrinhos brasileiros, as tiras de Katita estrearam em 1995, sendo divulgadas em fanzines e quadrinhos independentes.
As histórias, geralmente inspiradas em situações do cotidiano, costumam envolver Katita paquerando outras mulheres e criticando preconceito, não apenas contra LGBTs, mas também contra, por exemplo, pessoas de baixa estatura ou "acima do peso".
A personagem se tornou mais conhecida a partir de 2006, com a publicação da coletânea Katita: Tiras Sem Preconceito, publicada pela editora Marca de Fantasia, livro que ganhou, no ano seguinte, o Prêmio Angelo Agostini de melhor lançamento e garantiu à autora o prêmio de melhor roteirista no mesmo ano (Anita ganharia novamente o prêmio de melhor roteirista no ano seguinte).
Anita Costa Prado é responsável pelos roteiros das tiras, que já foram ilustradas por diversos artistas, como Laudo Ferreira Jr., Lauro Roberto, Leonardo Braz Muniz, Tarcílio Dias Ferreira e Ronaldo Mendes, sendo este último o que mais vezes desenhou a personagem.
Em 2007, Katita se tornou "porta-voz" da diversidade sexual em postais e na cartilha da visibilidade lésbica publicada pela Coordenadoria de Assuntos de Diversidade Sexual (CADS), da Prefeitura de São Paulo.
Em 2017, foi lançada a publicação independente Katita: Sem Palavras, mas com Atitude / Katita e Dodô: Amizade Além da Realidade, que trazia em um só volume duas capas e dois títulos. O segundo título dá destaque ao personagem coadjuvante Dodô, homossexual negro e amigo de Katita, que inicialmente aparecia vez por outra nas tiras e, depois de algum tempo, passou a protagonizar algumas tiras individuais e charges.

## Coletâneas publicadas
Todas as obras têm roteiro de Anita Costa Prado e desenhos de Ronaldo Mendes.
- Katita: Tiras Sem Preconceito (Marca de Fantasia, 2006)[4]
- Katita: Humor e Malícia (independente, 2008)[7]
- Katita: O Preconceito É um Dragão (Marca de Fantasia, 2010)[8]
- Katita: Maré-cheia... de Sereia (Marca de Fantasia, 2012)[9]
- Katita: Sem Palavras, mas com Atitude / Katita e Dodô: Amizade Além da Realidade (independente, 2017)[6]